# Hélder Câmara
Dom Hélder Pessoa Câmara (Fortaleza, 7 februari 1909 – Recife, 27 augustus 1999) was een Braziliaanse katholieke bisschop. Hélder Câmara verkreeg in de jaren zestig de bijnaam 'rode bisschop'.

## Leven en werk

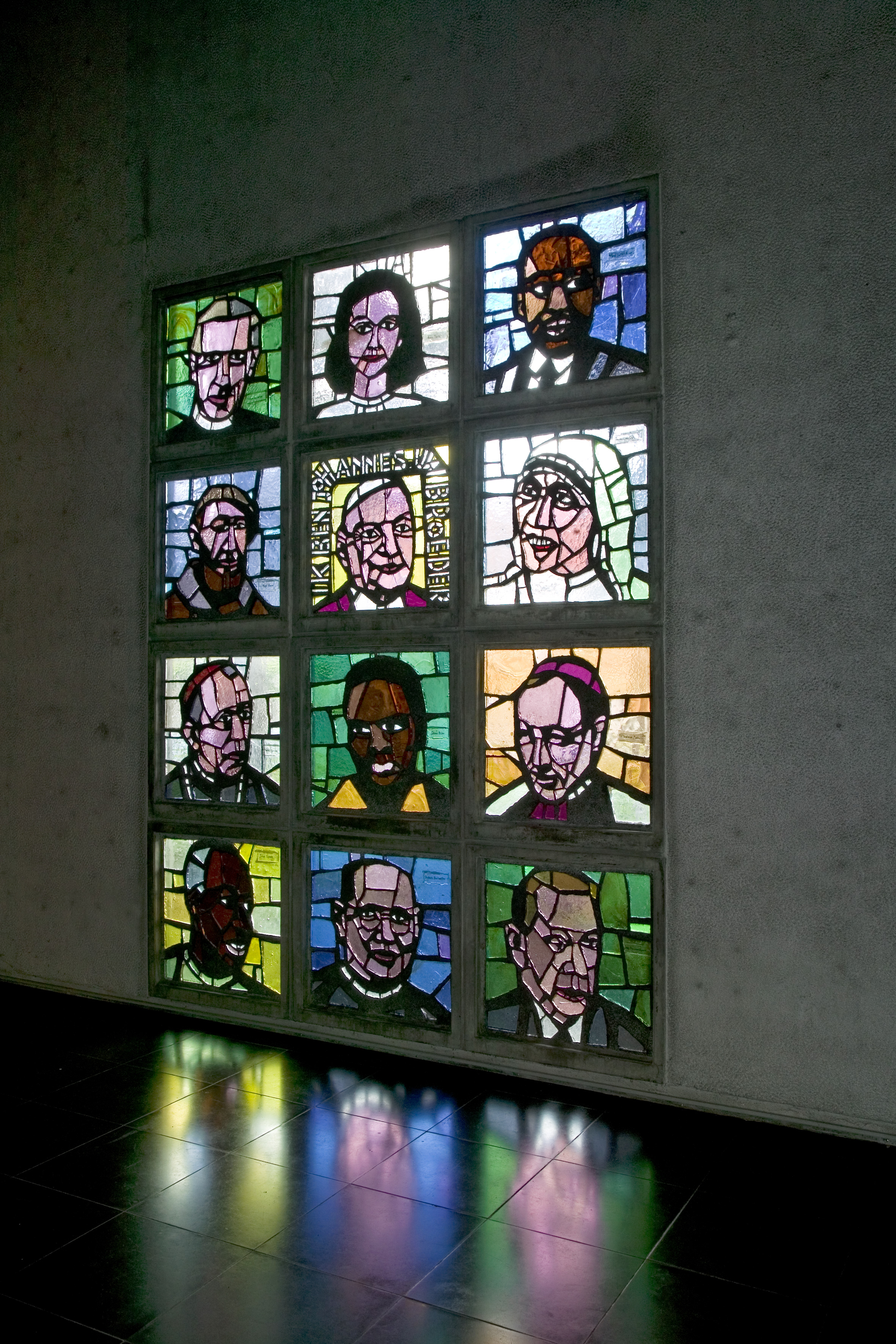
Dom Hélder Câmara (derde rij links) als moderne heilige in de Sint-Annakerk (Heerlen)

Câmara werd in 1931 tot priester gewijd. In 1952 werd hij hulpbisschop van Rio de Janeiro. Als wapenspreuk koos hij: In manibus tuis ("In uw handen"). In 1964 werd hij benoemd tot aartsbisschop van Olinda en Recife. Câmara werd in de jaren '60 en '70 bekend als tegenstander van de militaire dictaturen in Brazilië. Hij keerde zich ook tegen de onsociale politiek van de regeringen. Kort na zijn benoeming tot aartsbisschop organiseerde hij de eerste Latijns-Amerikaanse bisschoppenconferentie (CELAM). Deze conferentie mag een doorbraak worden genoemd. De Latijns-Amerikaanse bisschoppen besloten hun beleid radicaal te wijzigen en begonnen zich, krachtig gesteund door Câmara, op te werpen voor de armen en verdrukten in Zuid-Amerika. Hij werd een bekend bevrijdingstheoloog en ruilde om te beginnen het bisschoppelijk paleis in voor een simpele flat. Tijdens het Tweede Vaticaans Concilie pleitte hij ook voor een meer sobere levensstijl voor bisschoppen.
In zijn streven de Kerk in Latijns-Amerika los te weken uit de behoudende machtsstructuren heeft hij ernstige tegenwerking ondervonden van de Braziliaanse overheid (in 1973 werd een aantal van Câmara's medewerkers, onder wie zijn hulpbisschop, gearresteerd). Maar ook van het Vaticaan ontving hij niet de steun die hij nodig had. Desondanks zette hij zijn werk voort. Hij heeft buiten Brazilië, met name in Europa, talrijke voordrachten gehouden. In Nederland werd in 1977 zijn 25-jarig bisschopsjubileum gevierd. Hij ontving eredoctoraten in Leuven (1970), Chicago (1974), de Vrije Universiteit Amsterdam - als eerste rooms-katholiek, bisschop zelfs - (1975), Uppsala (1977), Florence (1979) en São Paulo (1983).
Hélder Câmara werd meerdere malen voorgedragen voor de Nobelprijs voor de Vrede. In 1974 ontving hij de Volksvredesprijs te Oslo en Frankfurt.
In de jaren tachtig werden sommige versies van de bevrijdingstheologie door het Vaticaan bekritiseerd (met name in twee instructies van de Congregatie voor de Geloofsleer uit 1984 en 1986). In 1985 werd Hélder Câmara als aartsbisschop opgevolgd door José Cardoso Sobrinho, die weer in het bisschoppelijk paleis ging wonen en de invloed van de bevrijdingstheologie tegenging.
Câmara had een grote kennis van het marxisme, maar kan niet als een marxist of zelfs een bevrijdingstheoloog worden beschouwd (overigens had hij wel sympathie voor de bevrijdingstheologie). Hij was een herder die zich ten doel stelde de armen en verdrukten te helpen. Hij noemde dit de "Beweging voor de geweldloze revolutie." Câmara deed dit echter op een manier die de 'status quo' en het conservatisme van de gebruikelijke 'naastenliefde' probeerde te vermijden. Hiervan getuigen zijn vaak geciteerde woorden: "Als ik de armen brood geef, dan noemen ze me een heilige. Als ik vraag waarom de armen geen eten hebben, dan noemen ze me een communist."

## Zaligverklaring
Een procedure in zaligverklaring werd in 2013 ingezet binnen het aartsbisdom Olinda-Recife en, nadat ze bleef haperen, in 2015 door paus Franciscus nieuw leven ingeblazen. De procedure omtrent de 'Dienaar Gods' Hélder Câmara wordt sinds 2015 verder gezet in Rome.

## Werk
- Revoluçâo dentro da paz (1968; Ned. vert.: Revolutie in vredesnaam, 1969)
- Een spiraal van geweld bedreigt de mensheid (1970)
- Zullen we nog op tijd komen? (1970)
- Opvoeding tot vrijheid (1972)
- Duizend redenen om te leven (1982) (Mille raisons pour vivre, 1980)
- La Symphonie des deux mondes (1980) (Studio SM, Paris, 1980)

## Trivia
- Zijn vader vond 'Helder', zoals Den Helder toen nog heette, een mooie naam in de atlas, vandaar de on-Portugese voornaam Hélder.[2]

- Bibsys: 90154017
- Biblioteca Nacional de España: XX1165907
- Bibliothèque nationale de France: cb118949062 (data)
- Catàleg d'autoritats de noms i títols de Catalunya: 981058517285506706
- CiNii: DA07947160
- Gemeinsame Normdatei: 118518550
- International Standard Name Identifier: 0000 0001 2117 8033
- Library of Congress Control Number: n79096903
- Nationale Bibliotheek van Letland: 000006619
- MusicBrainz: fdec23bf-9307-44fb-9e9d-ce3e763e219a
- Bibliotheek van het Japanse parlement: 00435139
- Nationale Bibliotheek van Tsjechië: mzk2004221461
- Nationale bibliotheek van Australië: 35025002
- Nationale Bibliotheek van Israël: 987007594715005171
- Nederlandse Thesaurus van Auteursnamen: 069097062
- Istituto Centrale per il Catalogo Unico: CFIV016838
- LIBRIS: 180947
- SNAC: w6p29bxc
- Système universitaire de documentation: 026763508
- Trove: 798777
- Virtual International Authority File: 2467648
- WorldCat: E39PBJgXd7wDtbJ7pjBkKRhT73